# Edward Dawson
Edward Dawson   (Alford, 10 d'octubre de 1907 - London, 24 d'octubre de 1968) fou un jugador de bàsquet canadenc que va competir durant les dècades de 1920 i 1930.
Nascut a Anglaterra, el 1928 ja guanyà el campionat canadenc amb l'equip Windsor-Walkerville Alumni. El 1936 el tornà a guanyar, aquesta vegada amb el Windsor V-8s. Aquell mateix any va prendre part en els Jocs Olímpics de Berlín, on guanyà la medalla de plata en la competició de bàsquet. Forma part del Canadian Basketball Hall of Fame.